# San Román de Cameros
San Román de Cameros es un municipio y localidad española de la comunidad autónoma de La Rioja. El término municipal tiene una población de 127 habitantes (INE 2024).

## Geografía
Situada en los márgenes del río Leza, a 36 km al sur de Logroño.

### Ubicación y accesos
San Román de Cameros se encuentra situado en la comarca de Cameros; concretamente en la zona conocida como el Camero Viejo, en la parte media del valle del río Leza y constituye la joya más aseada de la zona. Su ubicación en el centro del valle y su condición de municipio más poblado, además de disponer de todos los servicios incluido centro de salud de guardia las 24 h lo convierte en la capital no oficial del valle. Se asienta sobre la ladera sudoriental de un monte que se yergue sobre tres depresiones: la del Leza, la de su afluente el Santa María y la del barranco del Vallejuelo. Está situado a 820 metros de altura.
Su altitud hace que disponga de un clima a veces duro en el invierno pero muy suave en verano, lo que lo convierte en un agradable y nada masificado destino vacacional. Puesto que está situado en plena Reserva de la biosfera de los valles del Jubera, Leza, Cidacos y Alhama puede ser usado como base para realizar excursiones por este paraje natural.
Desde Logroño, la capital de La Rioja, se accede usando la carretera LR-250, que atraviesa sucesivamente las localidades de Villamediana de Iregua, Ribafrecha, Leza de Río Leza, Soto en Cameros y Terroba. Es un interesante trayecto que permite contemplar el cañón del río Leza, situado entre las poblaciones de Leza y Soto. Existe un servicio de autobuses que hace dos viajes diarios de ida y vuelta entre la estación de Logroño y San Román, pero solo tres días a la semana (martes, jueves y viernes).
Si se viaja desde Soria, hay que atravesar el túnel de Piqueras, que discurre bajo un puerto de montaña bellísimo en otoño, y luego el collado de Sancho Leza, que da acceso al valle. Se atraviesa luego los pueblos de Laguna de Cameros, Cabezón de Cameros y Jalón de Cameros. Por último, si el turista está en el vecino valle del Iregua, en la zona conocida como el Camero Nuevo, cuya principal localidad es Torrecilla en Cameros, se puede llegar a través de la carretera LR-245 que une ambos valles pasando por Muro en Cameros y saliendo a la altura de Jalón.

### Barrios
Además de la población principal, forman parte del municipio las poblaciones de Santa María, Montalbo, Velilla, Vadillos, Avellaneda y Valdeosera, la mayoría de ellas deshabitadas.
San Román tiene diferentes barrios: el Solano, Cantarranas, la Cava y la Carretera.

### Localidades limítrofes
Norte: Terroba. Sur: Jalón de Cameros. Este: Valdeosera. Oeste: Torrecilla en Cameros, Torre en Cameros y Muro en Cameros.

## Historia
El asentamiento es de origen celtíbero, si bien inicialmente se situaba en la parte alta del monte. Su nombre procede de la época de la cristianización, bien en época tardorromana, bien en la visigoda.
La primera noticia de la población es un documento mediante el cual Iñigo López, primer señor de Vizcaya. (¿-1077), compró en 1076 unas casas en San Román de Cameros. Dio como pago "8 vacas paridas y destetadas y 20 sueldos de plata". Su cuñado Ximeno Fortunión, tercer señor de los Cameros, gobernador de Meltria y nieto de García Sánchez III, Rey de Nájera-Pamplona, firmó como testigo. (Ubieto Arteta, p. 409).
En 1366, el rey Enrique II de Castilla incluyó San Román en el señorío de Cameros que otorgó a Juan Ramírez de Arellano. El señorío estuvo primero en manos de los condes de Aguilar y luego de los duques de Abrantes, quienes designaban directamente al alcalde del pueblo. El señorío existió hasta 1811, momento en que fue abolido como tantos otros en España. Era cabeza del Concejo de San Román y sus aldeas.
Tras la construcción de la carretera a principios del siglo XX, el pueblo descendió hasta su emplazamiento actual, situado a unos 820 m de altitud. En esa época, San Román tenía unos 750 habitantes.
Hasta la reforma de la nomenclatura municipal de 1916 el municipio se llamaba simplemente San Román. En dicha fecha su nombre fue modificado por el de San Román de Cameros.

## Economía
Ganadería y explotaciones forestales.

### Evolución de la deuda viva
El concepto de deuda viva contempla sólo las deudas con cajas y bancos relativas a créditos financieros, valores de renta fija y préstamos o créditos transferidos a terceros, excluyéndose, por tanto, la deuda comercial.
Entre los años 2008 a 2014 este ayuntamiento no ha tenido deuda viva.

## Demografía
Cuenta con una población de 127 habitantes (INE 2024).
| Gráfica de evolución demográfica de San Román de Cameros entre 1842 y 2021 |
| |
| Población de derecho según los censos de población del INE Población de hecho según los censos de población del INEEn estos censos se denominaba San Román: 1860, 1877, 1887, 1897, 1900 y 1910 Entre el censo de 1857 y el anterior, crece el término del municipio porque incorpora a 265010 (Valdeosera) y 265011 (Velilla) Entre el censo de 1981 y el anterior, crece el término del municipio porque incorpora a 26097 (Montalbo en Cameros) y a 26137 (Santa María en Cameros) |

### Población por núcleos
Desglose de población según el Padrón Continuo por Unidad Poblacional del INE.
| Núcleos                | Habitantes (2018) | Varones | Mujeres | Notas                                     |
| ---------------------- | ----------------- | ------- | ------- | ----------------------------------------- |
| San Román de Cameros   | 142               | 85      | 57      |                                           |
| Avellaneda             | 0                 | 0       | 0       | Despoblado                                |
| El Mirón               | 0                 | 0       | 0       | Despoblado, figuraba en el censo de 1591. |
| Montalbo en Cameros    | 0                 | 0       | 0       | Despoblado                                |
| Santa María en Cameros | 0                 | 0       | 0       | Despoblado                                |
| Vadillos               | 22                | 13      | 9       |                                           |
| Valdeosera             | 0                 | 0       | 0       | Despoblado                                |
| Velilla                | 2                 | 1       | 1       |                                           |

## Administración
| Periodo   | Nombre                                                | Partido        |
| --------- | ----------------------------------------------------- | -------------- |
| 1979-1983 | Pablo Tejada Íñiguez                                  | UCD            |
| 1983-1987 | Pablo Tejada Íñiguez                                  | AP             |
| 1987-1991 | Jesús Clemente García González y Luis Jiménez Calonge | PSOE           |
| 1991-1995 | Alfredo Basilio Santolaya Lasanta                     | PSOE           |
| 1995-1999 | José Luis Sáenz Laguna                                | PP             |
| 1999-2003 | José Luis Sáenz Laguna                                | PP             |
| 2003-2007 | José Luis Sáenz Laguna                                | PP             |
| 2007-2011 | José Luis Sáenz Laguna                                | PP             |
| 2011-2015 | Yolanda Fernández Anés                                | Independientes |
| 2015-2019 | Vicente Jiménez Anes                                  | PSOE           |
| 2019-2023 | María Pilar Cristóbal Villoslada                      | PR+            |

## Flora y fauna
Bellos parajes de alta montaña, con bosques de carrasca en la zona de Montalvo, rebollos y hayedos en Santa María.

## Arquitectura

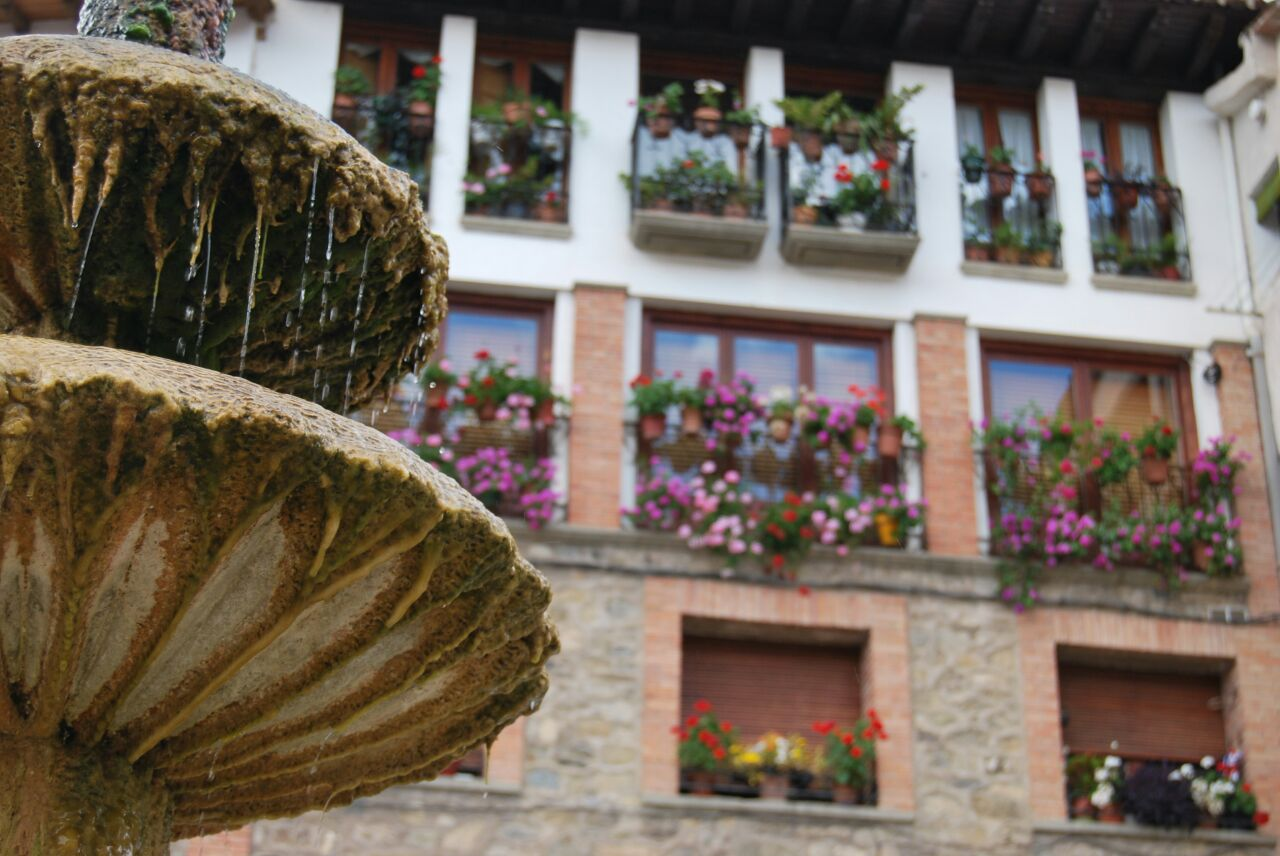
Fuente y típica fachada en verano

El pueblo ha sabido mantener la arquitectura popular a lo largo de los tiempos. Las casas se orientan hacia el Este y el Sur para protegerse del frío. Bastantes de ellas cuentan con cuatro plantas, siendo la inferior de mampostería y la última (solana) de adobe o ladrillo revocado en yeso. Se ha procurado mantener los materiales tradicionales: maderas, herrajes o teja árabe. Y en el suelo de las calles se ha venido conservando el laborioso empedrado. Además, existen abundantes ornamentos vegetales tanto en los espacios públicos como privados, lo que ofrece al visitante un aspecto florido y acogedor.

### Plaza del Olmo o de la fuente

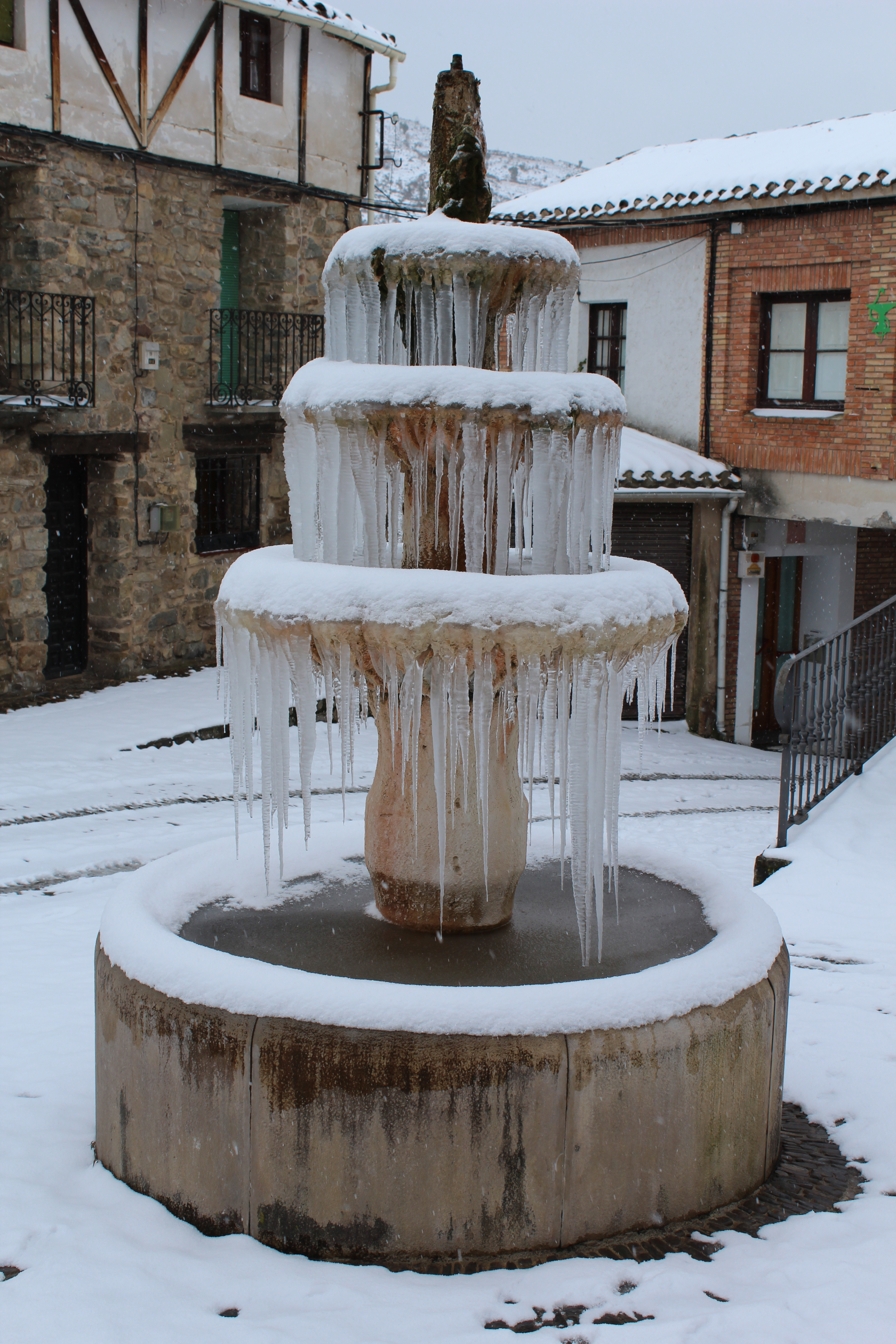
Fuente de la plaza en invierno

Enfrente del consultorio médico hay una calle que sube hacia la plaza del Olmo (así llamada por el árbol que la presidía antiguamente) o de la fuente. Dicha calle pasa por debajo del antiguo ayuntamiento, que hoy alberga a la farmacia del valle. Es conveniente observar el empedrado de la plaza, cuyas formas geométricas son explicadas en un cartel informativo. Destaca una casa con dos solanas que conserva una antigua fragua que se puede visitar y que todavía está en buen uso. Al lado de esta, otra hermosa casa que en su día contuvo la tienda de comestibles; destaca en primavera y verano por la gran cantidad de flores que decoran todas sus ventanas y balcones. Enfrente hay una casa con un moderno escudo de Valdeosera.
La fuente, al igual que la plaza, fue restaurada recientemente estando la actual iluminada por la noche.

### Fuente de los tres caños

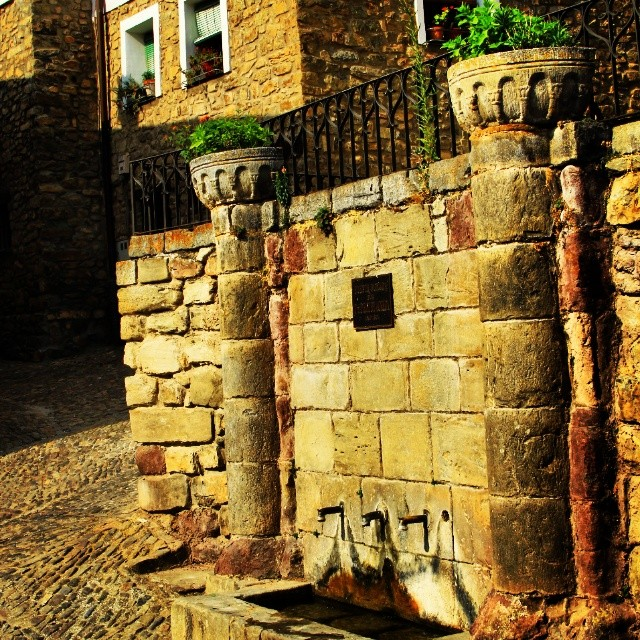
Fuente de los tres caños.

Antiguamente de cuatro caños, este elemento arquitectónico, más práctico que ornamental, data del año 1804 y es de estilo neoclásico. Está construida en piedra de sillería y fue donada por Diego de Ágreda y Martínez de Cabezón, hijo de San Román que emigró a México y, junto con su hermano Simón, hizo fortuna dedicándose al comercio. Durante la Guerra de la independencia, Diego apoyó al bando patriota en su lucha contra Francia armando un barco de guerra. Por tal motivo, las Cortes de Cádiz le concedieron el título de conde de Casa de Ágreda. En reconocimiento a su ilustre hijo y benefactor, el pueblo dio su nombre a la calle que discurre por encima de la fuente.
Cercana a la fuente se encuentra una casona del siglo XVIII que perteneció a una familia de escribanos famosos: los Sáenz de Gaona.

### Fuente El Tinte

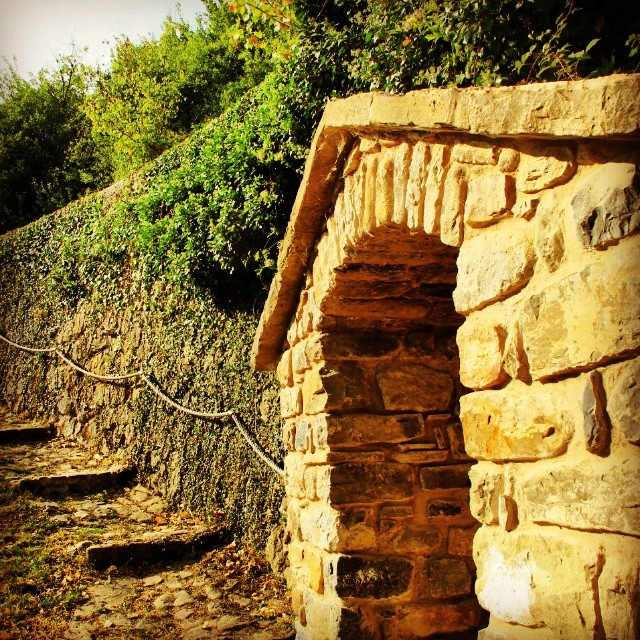
Fuente El Tinte

Situada en la entrada del pueblo, se trata de una fuente de piedra con un caño. Junto a ella hay un puente, está ubicada en un paraje de encanto.
Otras fuentes: fuente El Santillo, fuente La Dehesa, fuente La Tejera, fuente Los Linares...

## Lugares de interés

### Edificios y monumentos

#### Iglesia parroquial de la Asunción

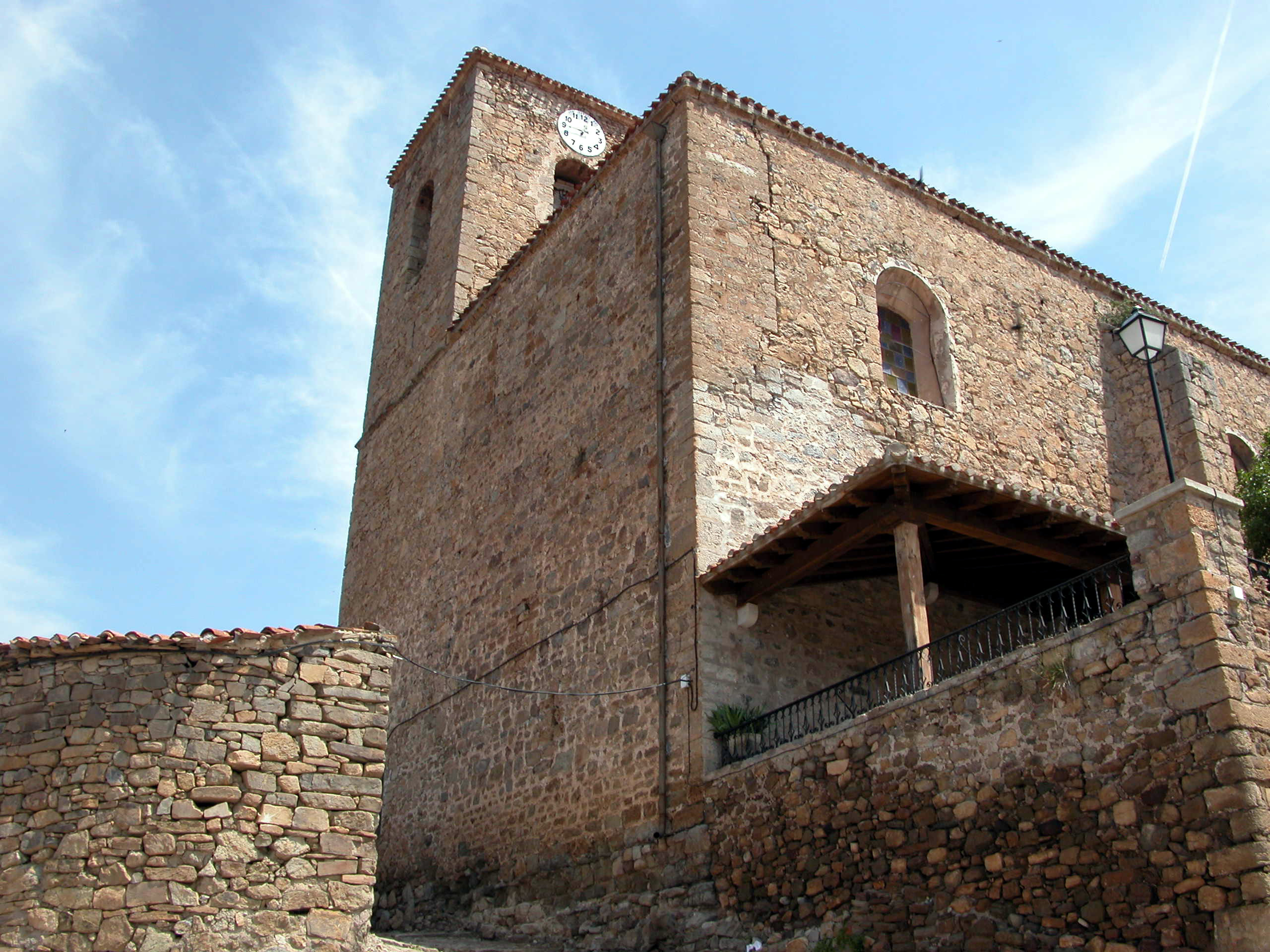
Iglesia de la Asunción

El edificio religioso más singular es la iglesia parroquial de la Asunción que destaca en la silueta del pueblo. Es un templo de principios del siglo XVI construido en sillarejo y mampostería, con una sola nave y planta de cruz latina en estilo Reyes Católicos, cubierta con arcos apuntados y bóveda de nervios con terceletes.
El pórtico fue restaurado en 1995 y cuenta con un rosetón de mosaico que representa un crismón atravesado por una saeta y una palma, los símbolos de San Sebastián, el patrón del pueblo. La portada de entrada es la del anterior templo del siglo XIII, hecha con piedra toba formando arcos apuntados.
El retablo mayor realizado en 1740 es obra del escultor de Briones Juan José Ortega, con trazas del arquitecto Santiago del Amo. Está hecho en nogal y fue dorado en 1792. En la calle central, el sagrario del siglo XVI se alza sobre las imágenes de los cuatro evangelistas. Por encima se sitúa una imagen sedente de la Virgen del Val del siglo XII, San Sebastián y la Asunción de la Virgen. En el lado derecho están representados San Antonio de Padua, Santa Teresa de Jesús y San Francisco de Paula. En la parte derecha figuran San Francisco Javier, Santa Bárbara y San Cristóbal. Dios Padre se sitúa sobre todo el conjunto, que semeja una bóveda celestial.
En el lado derecho del crucero hay un pequeño retablo con una imagen sedente de la Virgen del siglo XIV que procede del abandonado pueblo de Santa María en Cameros. Hay otro retablo con un gran crucifijo de mediados del XVII, articulado y que se saca en las procesiones de la Semana Santa. En el lado izquierdo hay un retablo pequeño con una imagen de San José del siglo XVII, y otro retablo más grande con una imagen de la Inmaculada de principios del XVII realizada al estilo de Gregorio Fernández. Hacia la parte media del templo hay dos retablos traídos de la iglesia de Velilla, hoy cerrada al culto. Cuentan con las imágenes de Santa Bárbara y de la Virgen del Rosario (siglo XVIII). La pila bautismal, de los siglos XII o XIII, está situada en el lado izquierdo y fue trasladada desde el hueco de las escaleras del coro. El coro cuenta con una sillería de nogal elaborada a finales del siglo XVIII con relieves dedicados a símbolos marianos.
En la sacristía se exponen algunas imágenes y orfebrería que proceden también de pueblos cercanos deshabitados conformando un pequeño museo comarcal.

#### Iglesia de Valdeosera
Abandonada, está situada en la misma localidad de la que toma nombre. De nave románica del siglo XIII, con ábside gótico y torre del siglo XVI.

#### Ermita de la Virgen del Carmen

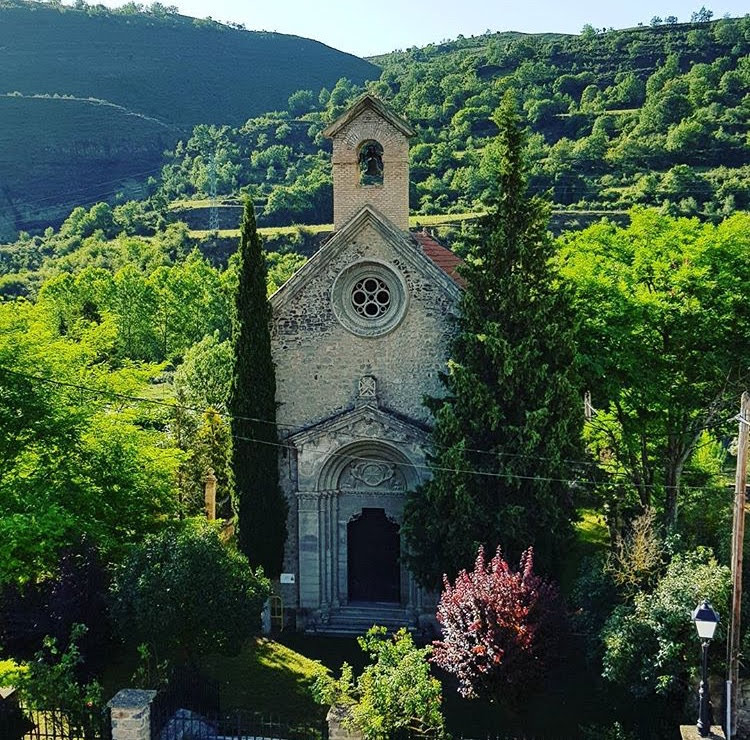
Ermita de la Virgen del Carmen

Situada en la propia carretera, esta ermita fue construida en 1922 por Francisca Bermejo Romero, viuda de Fidel Fernández, en honor a su única hija, Matilde, fallecida a temprana edad.
Edificio de corte Neoclásico, caracterizado por la sencillez y claridad de estructuras. Se compone de nave central y una pequeña sacristía tras el altar.
Muros de carga de mampostería con contrafuertes soportan la cubierta, realizada a base de cerchas de madera, recubiertas por un falso techo formando bóveda. Este tipo de estructura permite la apertura de huecos en su interior, que gracias a vidrieras translucidas emplomadas originan un espacio bien iluminado. En la transición entre huecos laterales encontramos columnas y sobre ellas arcos de medio punto. Fue restaurada no hace mucho.
Su altar mayor posee tres tallas: en el centro la Virgen del Carmen y a su lado Santa Matilde y San Francisco Javier
Durante el mes de julio se celebra la novena del Carmen, para concluir ésta el día 16, festividad del Carmen, con procesión, en la que los más pequeños sacan una pequeña imagen de la Virgen.

#### Escuelas

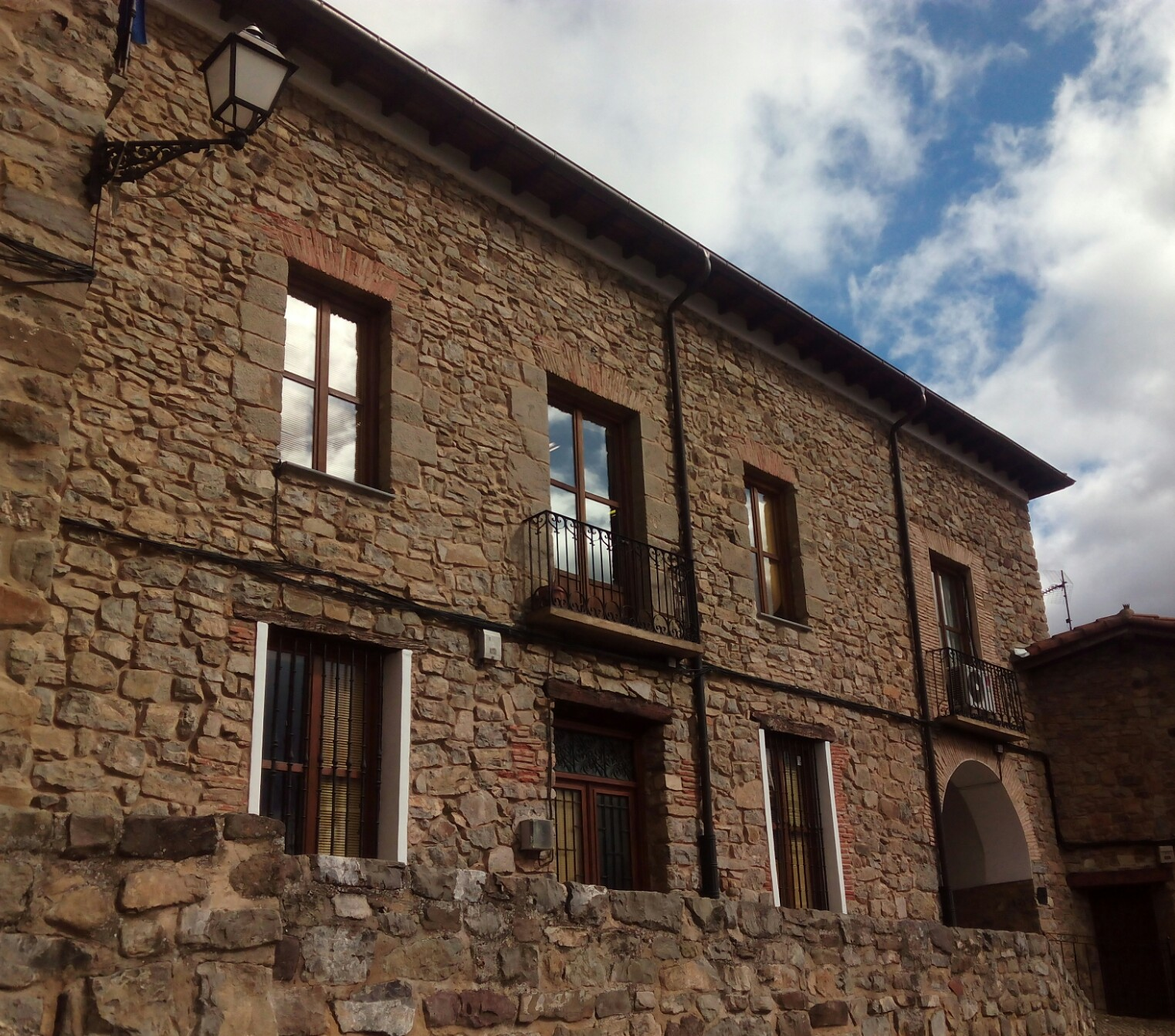
Escuelas del municipio

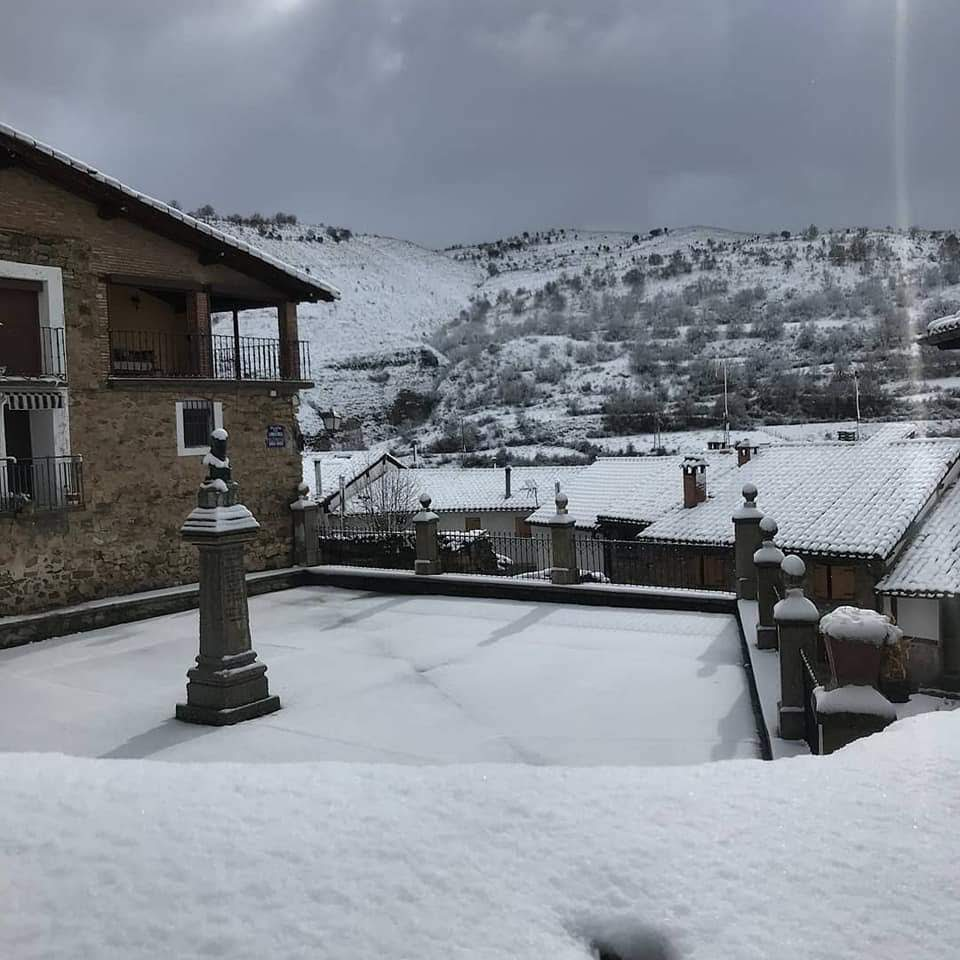
Plaza Don Simón de Ágreda

En 1787, Simón y Diego de Ágreda fundaron estas escuelas, modélicas en su tiempo y unas de las primeras de nuestro país totalmente gratuitas, a ellas acudían unos 100 niños de San Román y pueblos vecinos. Fueron las primeras abiertas de este tipo, las más antiguas de toda La Rioja y las únicas que permanecen abiertas en la actualidad de todo el Camero Viejo.
Constan de dos pisos ya que antiguamente se separaba a los chicos de las chicas. El edificio situado frente a la estatua del fundador se compone de una escuela con tres aulas y tres casas adosadas, destinadas a los maestros (hoy albergue de etapa). Actualmente una de las aulas es biblioteca y sede de la asociación Amigos de San Román. En su piso superior existe un local para museo donde anualmente se exponen los cuadros del concurso de pintura al aire libre, entre otros. En 1913, frente a las escuelas, en la plaza de D. Simón de Ágreda, como homenaje de agradecimiento se levantó un pedestal con busto del fundador que cobija la cabeza de un niño, con un pergamino y la leyenda: "Niños de San Román: aquí os doy el pan de la inteligencia". En la pared una cerámica con unos versos que recuerdan el homenaje que se hizo en el bicentenario de la fundación de las escuelas.

#### Monumento al Emigrante
Levantado con ocasión del V Centenario del Descubrimiento de América y recordando a tantos hijos de San Román y de los Cameros que tuvieron que marchar a aquellas tierras, pero sin olvidar su suelo patrio. Realizado por voluntarios del pueblo y asiduos, según idea inicial de F. Muñoz Gómez, estudiante de arquitectura, los dos bloques de piedra representan el barco de la emigración, los tres navíos de Cristóbal Colón en su viaje a las Américas y la pétrea voluntad de sus viajeros, ambos bloques no tallados y de la zona próxima al pueblo, descansan sobre pizarras azules del río Santa María simbolizando las olas, con un mapa de la América hispana al fondo y unos versos de un hijo del pueblo, J.L. Moreno Martínez, que explican el motivo: "En la tierra, los mares y la historia abristeis surcos, hijos de Cameros: pastores, comerciantes, misioneros, políticos y sabios ¡nuestra gloria!"
También se pueden ver los diferentes lavaderos restaurados que se utilizaban antaño. Tienen paneles informativos.

### Museos

#### Ecomuseo "El Molino del Corregidor"
A 1 km de San Román y tras dejar a la derecha la pista que conduce a la dehesa del pueblo, se halla este ecomuseo en el que se puede visitar un antiguo molino de agua cuyos orígenes se encuentran en la Edad Media, y un Museo pedagógico en torno a la molienda y el uso del agua. Este tipo de museo es único en La Rioja e intermitentemente alberga exposiciones artísticas y de artesanía. Este museo trata de rescatar el oficio de molinero. Cuenta con tres salas didácticas que recogen todos los temas relacionados con el agua. Además, una proyección muestra como funcionaba el molino. En invierno, cuando las condiciones lo permiten, es posible contemplarlo en funcionamiento.

#### Archivo delSolar de Valdeosera

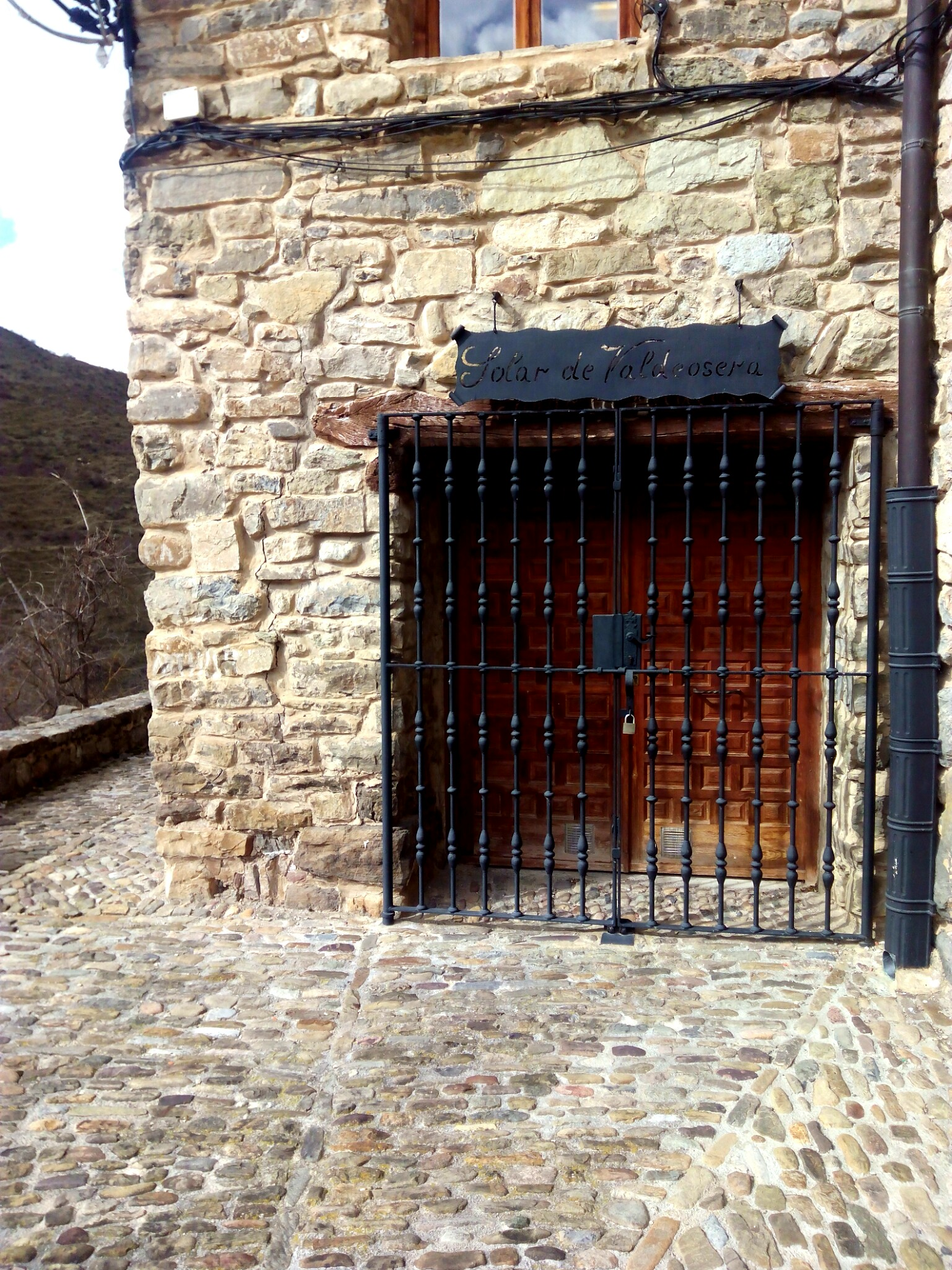
Archivo del Solar

Junto a la escuela de abajo, se encuentra el Archivo del Muy Noble, Antiguo e Ilustre Solar, Señorío y Villa de Valdeosera.
Es, junto al Solar de Tejada, la más antigua institución nobiliaria de España vigente en la actualidad.
Se trata de una institución familiar y nobiliaria cuyo origen se remonta al siglo XI, vinculado a las grandes gestas de la Reconquista riojana, siendo uno de los últimos vestigios aún activos de los señoríos castellanos de Behetría de linaje, divisa o de entre parientes. La Institución fue confirmada en su carácter nobiliario en el siglo XV por Enrique IV de Castilla en 1460 y por los Reyes Católicos en la Vega de Granada en 1481. Compuesta por sus Señores Caballeros Deviseros; Solar conocido de nobles Hijosdalgo de sangre, de armas poner y pintar.
En el Archivo se han recogido, convenientemente protegidos, los restos más señalados del Solar: el Arcón del Archivo, de madera de nogal, forrado de zinc, con puerta de una sola pieza y herrajes de hierro de finales del gótico, de tres trancas en forma de Cruz de Santiago, con tres candados y cerradura, orlado con trece cruces de Santiago (falta una) y trece estrellas (faltan dos), con dos medias lunas en su parte superior; también se guarda una lápida con inscripción romana del siglo II y la Pila Bautismal del siglo XIII.
(Visitas restringidas, preguntar en el Ayuntamiento)

### Otros lugares de interés

#### Valdeosera
Con Casa Solar de principios del siglo XVIII, realizada en mampostería y sillarejo y con escudo barroco de alabastro con las armas del Solar, posiblemente construido sobre una torre defensiva frente a los árabes del siglo IX. En su término, las trece casas con más de mil años de antigüedad.

#### Pozas de Villa Cristina, dehesa de Santa María y dólmenes
Ascendiendo por la carretera que va al pueblo abandonado de Santa María y siguiendo el cauce del río del mismo nombre, a 2 km podemos encontrar refrescantes pozos escalonados, con pequeñas cataratas ideales para bañarse mayores y pequeños. Un kilómetro más arriba se halla la dehesa de Santa María, de interés ecológico. A 45 minutos a pie, se encuentran dólmenes y enterramientos celtibéricos.

#### La Tejera

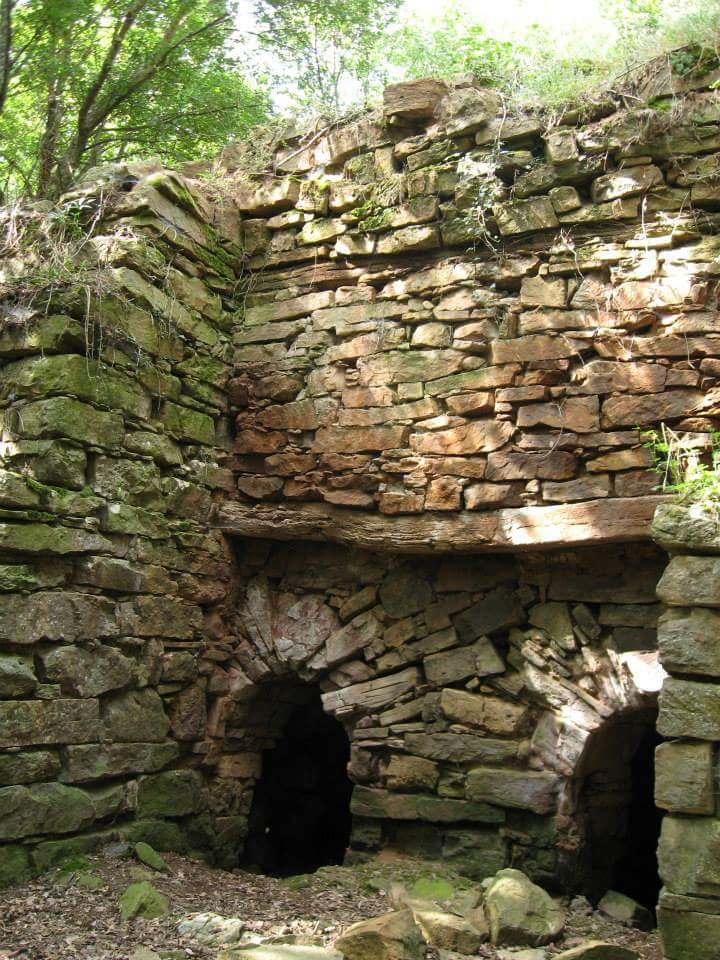
La Tejera

Atravesando la cercana aldea de Velilla, y siguiendo una senda muy bien señalada encontramos la tejera de San Román que abastecía de tejas al municipio y pueblos vecinos. Se trata de una edificación de dos plantas en piedra seca; abajo están los ojos del horno, donde se hacía el fuego, y encima la cama donde se cocían las tejas. Hay un panel donde se explica el funcionamiento.
También podemos optar por desviarnos de la senda, subir el cerro Santa Bárbara hasta el mirador y Roble Quemado desde donde tendremos una fantástica panorámica.

## Ocio
Los principales motores culturales del pueblo son la Asociación de Amigos de San Román y la Peña Los Linares, que cuentan con más socios que habitantes tiene el municipio. No obstante, también hay iniciativas privadas que proporcionan cierto dinamismo a la vida rural.

### Día de San Sebastián
El 20 de enero se hace una misa en honor al patrón, se saca el santo en procesión y posteriormente, en el pórtico de la iglesia, se realiza una subasta de diferentes ofrendas (alimentos, flores...) proporcionadas por los vecinos.
También, la Asociación Amigos de San Román hace entrega del Premio 'San Sebastián' a quien consideren merecedor de él por su ayuda y servicio tanto a la organización como al pueblo y la Peña Los Linares organiza una cena en honor al patrón el fin de semana más cercano a dicho día.

### Día de la moraga
El tercer fin de semana de febrero, la Asociación celebra el día de la moraga, expresión regional que designa a la tradicional matanza del cerdo. Se trata de un acto que intenta mantener el recuerdo de esta actividad tan arraigada en los pueblos. Se sacrifica un cochino al modo tradicional, si bien con la novedad de que se seda al animal para evitarle sufrimientos innecesarios. Como era tradicional, lo primero es desangrar al marrano y recoger su sangre para elaborar morcillas. Las patas y orejas se cortan para ser adobadas y servir de acompañamiento en futuros guisos. A continuación se procede al socarrado del cuerpo y el raspado de la piel. El gorrino es colgado y abierto en canal, preparándolo para su posterior despiece, que tendrá lugar al día siguiente.
Durante el proceso se sirve a los asistentes unas pastas regadas con un porrón de moscatel. La fiesta termina con la degustación de unas sabrosas migas en el centro social, a la que están invitados todos los asistentes. Adicionalmente, tiene lugar una comida de hermandad con asistencia limitada para conmemorar el evento. En ella se consumen diversos derivados del cerdo.
Al día siguiente se procede al acto público de descuartizamiento y se realiza una demostración de elaboración de chorizos. Finalmente se toma un aperitivo tradicional a un coste módico para los no socios.

### Piscinas
Existen piscinas municipales abiertas en los meses de verano equipadas con placas solares y cubiertas por toldos todas las noches para mantener la temperatura del agua.
Además, el pueblo cuenta con sala de ordenadores, el mejor frontón al aire libre de la sierra, con pared frontal y lateral; pista polideportiva, diferentes parques...

### Conciertos

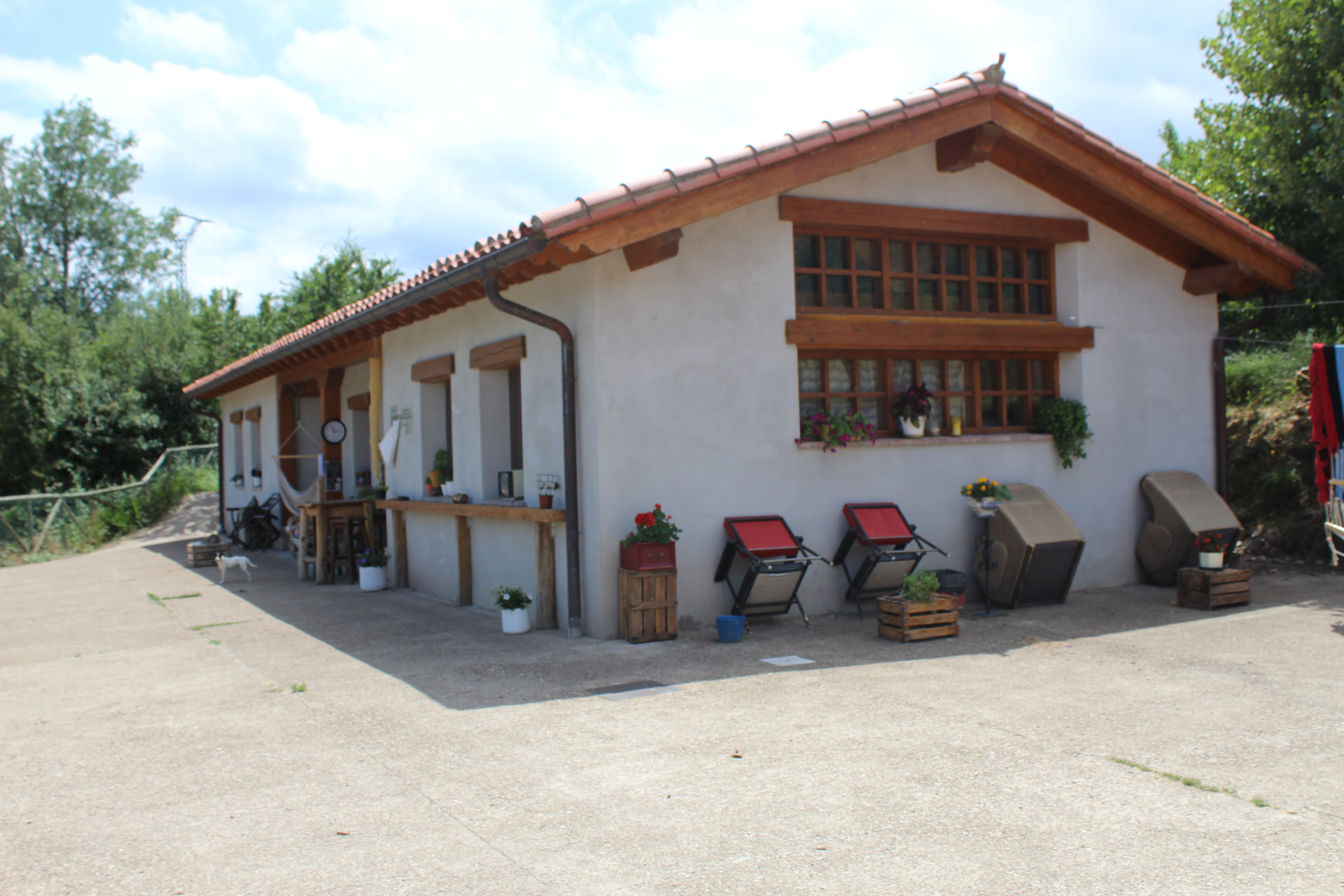
'La vida es sueño'

No todas las actividades culturales de San Román están arraigadas en el pasado. 'La vida es sueño' no solo gestiona el albergue, sino que también lleva a cabo otras iniciativas, tales como prácticos talleres de cocina. Pero su actividad más llamativa son los conciertos musicales que organiza periódicamente en sus instalaciones situadas junto al Molino del Corregidor. Allí suben artistas de diversos estilos que atraen a gran cantidad de público de dentro y fuera del valle. Es el caso de Marcela Ferrari y sus tangos o Palito y su peculiar humor musical.

## Fiestas
- San Sebastián. La festividad es el 20 de enero, pero la celebración se traslada al tercer domingo de junio.
- Virgen del Carmen, 16 de julio.
- Fiestas en Honor de la Virgen del Val, alrededor del 15 de agosto. Se realizan diferentes actividades para todas las edades como charlas, catas, juegos, espectáculos, degustaciones, verbenas y un festival de disfraces, entre otras cosas.

## Personas notables
- Manuel García Herreros (San Román de Cameros 10 de enero de 1767 - Madrid  29 de abril de 1836): jurista y político liberal español del siglo XIX que desempeñó —además de otros cargos— el de Secretario de Gracia y Justicia en tres ocasiones.
- Simón de Ágreda y Martínez de Cabezón (San Román de Cameros, 22 de octubre de 1748 – Puerto Real, Cádiz, 1840) fue un naviero, economista, escritor, político y benefactor. Fundador de las Escuelas Gratuitas de San Román de Cameros. Una calle de San Román lleva su nombre.
- Diego de Ágreda y Martínez de Cabezón (San Román de Cameros, 7 de noviembre de 1755 – México, 1838) fue un comerciante, político y militar. Fundador junto con su hermano Simón de las Escuelas Gratuitas de San Román de Cameros.
- Félix Sáenz Calvo (San Román de Cameros, 1859 - Málaga, 1926) fue un empresario y político español, diputado[8] y senador por la provincia de Málaga entre 1916 y 1920.[9]